# The Dead Has Arisen
The Dead Has Arisen är rapparen Lil ½ Deads debutalbum.

## Låtlista
1. "Had to Be a Hustler" – 4:34
2. "12 Pacofdoja" – 5:14
3. "Stz'll Got It" – 5:39
4. "Play 'Em or Spray 'Em (Commercial Break)" – 4:29
5. "Still on a Mission" – 4:38
6. "Dead Man Can't Rap" – 5:53
7. "Hustler's Interlude" – 3:18
8. "That Dope N*gga 1/2 Dead" – 4:54
9. "East Side, West Side" – 5:41
10. "Now They Come Around" – 4:09
11. "That's What You Get" – 4:10
12. "I Don't Stop" – 4:37
13. "You Know Me" – 4:30
14. "Dedicated" – 5:23